# Елтон Джон
Е́лтон Геркулес Джон (англ. Elton Hercules John), уроджений як Ре́джинальд Ке́ннет Два́йт (англ. Reginald Kenneth Dwight; нар. 25 березня 1947, Піннер) — британський рок-музикант, володар п'яти премій «Греммі», командор Ордену Британської імперії. У своїй творчості Елтон Джон еволюціонував від рок-н-ролу через психоделічний рок, пізніше софт-рок до попроку.
Елтон Джон — один із небагатьох артистів, кому вдалося впродовж тривалого часу триматися на хвилі популярності, чому сприяли його здібності як композитора та виконавця, а також відчуття моди.

## Життєвий і творчий шлях
Елтон Джон народився в невеликому містечку Піннері, Велика Британія. Почав грати на фортепіано ще чотирирічним хлопцем. У 11-річному віці вступив до Королівської Консерваторії, де навчався протягом 6 років. Коли хлопцеві було 15 років, його батьки розлучились, а згодом мати одружилася з Фредом Файрбразером. Починав кар'єру як клавішник у гурті «Bluesology». В 1967 році змінив своє ім'я, з'єднавши імена саксофоніста Blueology Елтона Діна та ім'я Джона Леннона. Перший сингл «I've been loving you» випустив в 1968 році, а в 1969 році вийшов перший альбом Елтона «Empty sky». Першим хітом Елтона Джона стала «Your song», написана в 1970 році.
Протягом усієї кар'єри Елтон Джон працював у тих напрямах, які переживали розквіт популярності. Розпочав кар'єру з музики, що була на пограниччі психоделічного та прогресивного року. Разом з гуртом «The Who» взяв участь у записі рокопери «Tommy». Прикладом цього напрямку творчості є альбоми «Rocket man» i «Goodbye yellow brick road».
Пізніше, однак, Елтон Джон змінив свій стиль, ставши виразним представником глем-року в його легкому, поповому різновиді.  Захоплюючись стилем диско в кінці 1970-х років та новою хвилею на початку 1980-х, Елтон Джон став композитором-пісенником у рівноважній попмузиці для дорослих.
В 1992 році Елтон Джон узяв участь у концерті на «Вемблі», присвяченому пам'яті Фредді Мерк'юрі.
В 1994 році ім'я Елтона Джона було занесено до Зали слави рок-н-ролу.
В 1998 році отримав титул «сер» від королеви Єлизавети II.
2 липня 2005 року Елтон Джон у рамках благодійного міжнародного фестивалю «Live 8» виступив у Гайд-парку Лондона.
16 червня 2007 року Елтон Джон виступав на Майдані Незалежності в Києві. Цей концерт був благодійним заходом на підтримку ВІЛ-інфікованих.
Елтон Джон є продюсером та композитором анімаційного фільму «Гномео та Джульєта», що вийшов на екрани 2011 року.
24 січня 2018 року Елтон Джон привселюдно оголосив про свої завершальні світові гастролі під назвою «Farewell yellow brick road».

## Особисте життя
Елтон Джон — гей, про що він повідомив в інтерв'ю журналу «Rolling Stone» 1992 року. В 1984 році він одружився з Ренет Бауель, однак через три роки розлучився, а з 1993 постійним партнером Елтона Джона є продюсер Девід Ферніш. 2014 року вони уклали шлюб.

## Проблеми зі здоров'ям
У 2024 році частково втратив зір. 1 грудня під час виходу на сцену лондонського театру Dominion у Вест-Енді Елтон Джон заявив, що через сліпоту він практично нічого не бачив.
Окрім проблем із зором, музикант має інші проблеми зі здоров'ям. Зокрема, Елтону Джону замінили обидва колінні суглоби, а також праве стегно після падіння, через що він був змушений відкласти свій прощальний тур у 2021 році.

## Громадська діяльність
1 квітня 2010 року Елтон Джон долучився до Сінді Лопер, активістки, що започаткувала кампанію поборювання дискримінації ЛГБТ-спільноти. Рух закликає гетеросексуальних людей об'єднатися зі спільнотами гомо-, бі- і транссексуальних людей. Також до кампанії долучилися Вупі Голдберг, Джейсон Мраз, Кім Кардашян, Джудіт Лайт, Синтія Ніксон, Клей Ейкен, Шерон Осборн та Келлі Осборн.

## Дискографія
| - Empty Sky (1969) - Elton John (1970) - Tumbleweed Connection (1970) - Madman Across the Water (1971) - Honky Château (1972) - Don't Shoot Me I'm Only the Piano Player (1973) - Goodbye Yellow Brick Road (1973) - Caribou (1974) - Captain Fantastic and the Brown Dirt Cowboy (1975) - Rock of the Westies (1975) | - Blue Moves (1976) - A Single Man (1978) - Victim of Love (1979) - 21 at 33 (1980) - The Fox (1981) - Jump Up! (1982) - Too Low for Zero (1983) - Breaking Hearts (1984) - Ice on Fire (1985) - Leather Jackets (1986) | - Reg Strikes Back (1988) - Sleeping with the Past (1989) - The One (1992) - Made in England (1995) - The Big Picture (1997) - Songs from the West Coast (2001) - Peachtree Road (2004) - The Captain & the Kid (2006) - The Diving Board (2013) - Wonderful Crazy Night (2016) - The Lockdown Sessions (2021) |

## Нагороди та премії

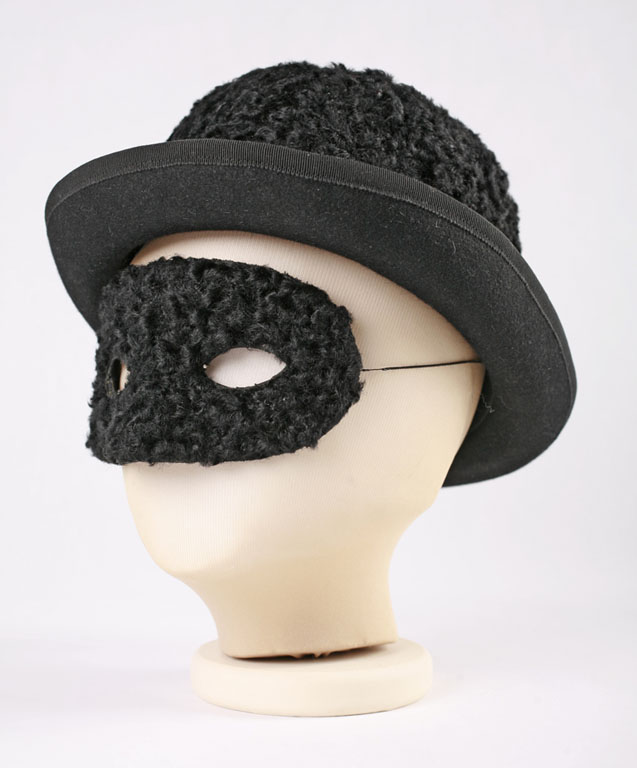
Сценічний капелюх і маска Елтона Джона 1970-х років, у постійній колекції Дитячого музею Індіанаполіса.

- 1975 рік — премія «Rock Music Awards» номінація «Видатна рокпостать року»
- 1979 рік — премія «American Music Awards» (ABC TV network)
- 1986 рік — премія «Brit Awards» за видатний вклад в музику
- 1987 рік — премія «Grammy» за найкращий виступ у дуеті або гурті, пісня «That's What Friends Are For» (Діонн Ворвік & Friends)
- 1991 рік — премія «Grammy» за найкращу інструментальну композицію «Basque»
- 1991 рік — премія «Brit Awards» найкращий британський виконавець
- 1992 рік — премія «MTV Music Awards»
- 1994 рік — премія «Grammy» за найкращий чоловічий попвокал, пісня «Can You Feel the Love Tonight»
- 1995 рік — премія «Оскар» в номінації «Найкраща пісня» до мультфільму «Король лев»
- 1995 рік — премія «Золотий глобус» в номінації «Найкраща пісня» до мультфільму «Король лев»
- 1995 рік — премія «Polar Music Prize» (Швеція)
- 1995 рік — премія «VH1 Fashion And Music Awards» за пісню «Blessed»
- 1995 рік — премія «Brit Awards» за видатний вклад в музику
- 1997 рік — премія «Grammy» за найкращий чоловічий попвокал, пісня «Candle In The Wind 1997»
- 1997 рік — премія «Billboard Music Awards», пісня «Candle In The Wind 1997» (найкращий сингл та найкращий продаж синглу)
- 1997 рік — премія «Billboard Music Awards» Елтон Джон та Берні Тоупін — найкращі автори пісень
- 1998 рік — премія «Brit Awards» спеціальна премія імені Фредді Мерк'юрі
- 1999 рік — премія «People's Choice Awards», номінація «Найкращий музикант усіх часів»
- 1999 рік — премія «BMI Pop Awards»
- 1999 рік — премія «RIAA Diamond Award»
- 2000 рік — премія «Tony Award» за найкращу музику до мюзиклу «Аїда»
- 2000 рік — премія «Grammy» за найкращий музичний шоу альбом «Elton John & Tim Rice's Aida»
- 2004 рік — премія Центру мистецтв імені Джона Кеннеді
- 2006 рік — почесна премія «Billie award»
- 2006 рік — премія Легенда Діснея
- 2020 рік — премія «Оскар» в номінації «Найкраща пісня» («(I'm Gonna) Love Me Again») до мультфільму «Рокетмен»
- 2022 нагорода від президента США Джо Байдена за підтримку у боротьбі зі ВІЛ/СНІД.

## The Elton John Band
- Елтон Джон — фортепіано, лідвокал
- Гай Бейбілон (Guy Babylon) — клавішні
- Боб Бірч (Bob Birch) — бас, бек вокал
- Дейві Джонстоун (Davey Johnstone) — гітара, музичний директор, бек вокал
- Джон Мегон (John Mahon) — перкусія, бек вокал
- Найджел Ульссон (Nigel Olsson) — ударні, перкусія, бек вокал

## Підтримка України
Під час повномасштабного російського вторгнення в Україну, яке є частиною російсько-української війни висловився на підтримку Маріуполя та людей, які все ще перебувають у блокадному місті.
Всесвітньо відомий співак Елтон Джон звернув увагу світу на проблему блокадного Маріуполя, який з перших днів війни перебуває під нищівними обстрілами російських військ. У себе у Твіттері він написав:
«Понад 245 тисяч українців живуть з ВІЛ, багато хто тікає з дому та залишає близьких, але катастрофічною є ситуація, що не всі українці знаходять у зоні доступу. Я бував у Маріуполі, і моє серце зараз розбите, що доступ туди досі обмежений. Повний гуманітарний коридор необхідний для порятунку життів».
Також співак взяв участь у флешмобі Stand Up for Ukraine на підтримку України запустила організація Global Citizen. В рамках акції знаменитості звернулися до світових лідерів та закликали підтримати українських біженців.
«Ми спустошені, коли бачимо страждання людей в Україні», — зізнався музикант і опублікував відео з моторошними кадрами російського вторгнення в Україну
. 23 лютого 2023 року виклав пост у Instagram із записом свого концерта в Україні 2007 року спрямованого на підтримку 300 тисяч українців, котрі хворіють на ВІЛ й допомогти припинити кризу СНІДу. Також він додав, що Росія рік тому почала війну й боляче дивитися, як руйнують життя. Окрім цього він пообіцяв, що передасть гроші, які обіцяв ще на своєму концерті. «Моя підтримка незміна, я підтримую народ України й надалі буду підтримувати».
Фонд Еlton John AIDS Foundation пожертвувала через UNITED24 125 000 доларів. За ці кошти придбають 10 біохімічних аналізаторів крові, щоб усі українці, які живуть із ВІЛ, й надалі мали доступ до високоякісного догляду та лікування.

## Цікаві Факти
У вересні 2022 року отримав нагороду за підтримку у боротьбі хворих на ВіЛ/СНІД від Президента США Джо Байдена. Елтон зі сльозами обійняв президента. Також була присутня дружина Президента Джилл Байден і чоловік Елтона Джона Девід Ферніш. Елтон зізнався: Я приголомшений. З того часу як я заснував Фонд за своїм кухонним столом в Атланті 30 років тому, я взяв на себе зобов'язання ніколи нікого не залишати позаду і продовжувати цю місію.
Елтон Джон випустив кліп з Брітні Спірс «Hold me Closer», який відзняла українська кліпмейкерка Таня Муїньо. У кліпі можна побачити жовто-блакитний одяг.